# Ritual (album de White Lies)
Pour les articles homonymes, voir Ritual.
Albums de White Lies
To Lose My Life...
(2009) Big TV (en)
(2013)
Singles
Ritual est le deuxième album studio du groupe de rock alternatif White Lies, sorti le 17 janvier 2011. L'album a été produit par Alan Moulder et Max Dingel. Le premier single, Bigger Than Us, est sorti le 3 janvier 2011.
Un mini film a été réalisé, contenant trois chansons : Bad Love, Holy Ghost et Bigger Than Us.

Après Strangers le second single extrait de l'album, le groupe a annoncé la sortie de Holy Ghost en tant que troisième single.

## Liste des chansons
Toutes les chansons sont écrites et composées par Harry McVeigh, Charles Cave et Jack Lawrence-Brown.
| No  | Titre                 | Durée |
| --- | --------------------- | ----- |
| 1.  | Is Love               | 4:52  |
| 2.  | Strangers             | 5:24  |
| 3.  | Bigger Than Us        | 4:43  |
| 4.  | Peace & Quiet         | 5:54  |
| 5.  | Streetlights          | 5:00  |
| 6.  | Holy Ghost            | 4:22  |
| 7.  | Turn the Bells        | 5:04  |
| 8.  | The Power & the Glory | 5:13  |
| 9.  | Bad Love              | 3:58  |
| 10. | Come Down             | 5:10  |